# Abdeslam Amraoui
Pour les articles homonymes, voir Amraoui.
Abdeslam Amraoui né le 5 novembre 1966 à Batna est un artiste-peintre et sculpteur algérien des Aurès.

## Biographie
Natif de Batna, il entreprend des études supérieures en mathématiques et est membre de l’Union nationale des arts culturels (UNAC). 

## Exposition

### En individuelle
- En 1997, il expose à Batna[1].
- En 1998, à Annaba, exposition individuelle[1].

### En collective
- Alger, en 2003, 2004, 2005, 2008, 2009[1].
- Oran en 2003[1].
- Batna en 2005[1].
- Sétif 2009[1].

- En 2009, il expose à la galerie Racim où l'exposition est organisée par l'Union nationale des arts culturels (UNAC) dont le l'objet est une journée de solidarité avec le peuple palestinien, plusieurs artistes dont Abdeslam diront « il faut que l'artiste s'engage et prenne position. Car la vraie bataille aujourd'hui est celle de l'image. Pour nous, c'est aussi une manière de résister et de combattre avec nos toiles »[2].

- En 2010, Abdeslam Amraoui présente sa série dont le titre est Le Monde berbère à Bordj Bou Arreridj. L'exposition a été organisée par le Haut-commissariat à l'amazighité (HCA), durant la célébration de Yennayer[3].

- En 2010, il expose à la salle d'El Mougar à Alger dans le cadre du Festival culturel local des arts et cultures populaires, dont sa source d'inspiration est le patrimoine matériel et immatériel de la région des Aurès[4].